# Phacelia glabra
Phacelia glabra är en strävbladig växtart som beskrevs av Thomas Nuttall. Phacelia glabra ingår i Faceliasläktet som ingår i familjen strävbladiga växter. Inga underarter finns listade i Catalogue of Life.